# Liga Superior Femenina de Baloncesto de 2021
La Liga Superior Femenina de Baloncesto 2021 fue la segunda edición de la máxima categoría del baloncesto profesional femenino en Colombia, organizado por la Federación Colombiana de Baloncesto con apoyo del Ministerio del Deporte, y se disputó del 17 de noviembre al 18 de diciembre.
Las campeonas defensoras eran Leonas INDER Medellín, participando en el torneo de 2021 bajo el nombre de Indeportes Antioquia. El equipo campeón tendrá la oportunidad de representar a Colombia en la Liga Sudamericana Femenina de Clubes de Básquetbol de 2022.

## Sistema de juego
En total se disputaron cuatro fases en el torneo, la primera denominada Temporada Regular dividió a los 10 equipos en dos grupos de cinco. Los cuatro mejores de cada zona avanzaron a la Fase cuadrangulares donde no hubo eliminación. Los equipos de la fase cuadrangulares jugaron una tercera fase de Play Off donde los ganadores de tres de cinco juegos posibles avanzaron al Final Four.

## Equipos participantes
| Equipo                   | Ciudad       | Departamento    |
| ------------------------ | ------------ | --------------- |
| Atlantas de Barranquilla | Barranquilla | Atlántico       |
| Cimarrones del Chocó     | Quibdó       | Chocó           |
| Club Valtam Soacha       | Soacha       | Cundinamarca    |
| Guerreros de Bogotá      | Bogotá       | Bogotá, D. C.   |
| Hormigas Indersantander  | Bucaramanga  | Santander       |
| Indeportes Antioquia     | Medellín     | Antioquia       |
| Liga de Cundinamarca     | Madrid       | Cundinamarca    |
| Power Basketball Club    | Manizales    | Caldas          |
| Universidad de Medellín  | Medellín     | Antioquia       |
| Valle Oro Puro           | Cali         | Valle del Cauca |

## Primera fase

### Conferencia A
|  | Clasificadas a la Fase cuadrangulares. |
|  | Eliminadas.                            |

| Pos | Equipos                 | PTS | PG | PP | PJ | PTFA | PTCO |
| --- | ----------------------- | --- | -- | -- | -- | ---- | ---- |
| 1.  | Indeportes Antioquia    | 8   | 4  | 0  | 4  | 297  | 143  |
| 2.  | Universidad de Medellín | 7   | 3  | 1  | 4  | 206  | 214  |
| 3.  | Valle Oro Puro          | 6   | 2  | 2  | 4  | 193  | 198  |
| 4.  | Power Basketball Club   | 5   | 1  | 3  | 4  | 186  | 235  |
| 5.  | Cimarrones              | 4   | 0  | 4  | 4  | 195  | 287  |

- Todos los partidos se disputaron en el Coliseo Universidad de Medellín en Medellín.

| Ronda 1   | Ronda 1   | Ronda 1    | Ronda 1         | Ronda 1 | Ronda 1         |
| Local     | Resultado | Visitante  | Fecha           | Hora    | Transmisión     |
| --------- | --------- | ---------- | --------------- | ------- | --------------- |
| Antioquia | 77 : 38   | Cimarrones | 17 de noviembre | 17:30   | Sin transmisión |
| Medellín  | 44 : 36   | Valle      | 17 de noviembre | 19:30   | Sin transmisión |

| Ronda 2    | Ronda 2   | Ronda 2   | Ronda 2         | Ronda 2 | Ronda 2                          |
| Local      | Resultado | Visitante | Fecha           | Hora    | Transmisión                      |
| ---------- | --------- | --------- | --------------- | ------- | -------------------------------- |
| Cimarrones | 53 : 63   | Valle     | 18 de noviembre | 17:30   | Facebook Universidad de Medellín |
| Power      | 46 : 47   | Medellín  | 18 de noviembre | 19:30   | Facebook Universidad de Medellín |

| Ronda 3    | Ronda 3   | Ronda 3   | Ronda 3                                   | Ronda 3         | Ronda 3     |                                  |
| Local      | Resultado | Visitante | Fecha                                     | Hora            | Transmisión |                                  |
| ---------- | --------- | --------- | ----------------------------------------- | --------------- | ----------- | -------------------------------- |
| Cimarrones | 47 : 67   | Power     | Coliseo Universidad de Medellín, Medellín | 19 de noviembre | 17:30       | Facebook Universidad de Medellín |
| Antioquia  | 55 : 43   | Valle     | Coliseo Universidad de Medellín, Medellín | 19 de noviembre | 19:30       | Facebook Universidad de Medellín |

| Ronda 4   | Ronda 4   | Ronda 4   | Ronda 4         | Ronda 4 | Ronda 4                          |
| Local     | Resultado | Visitante | Fecha           | Hora    | Transmisión                      |
| --------- | --------- | --------- | --------------- | ------- | -------------------------------- |
| Valle     | 51 : 46   | Power     | 20 de noviembre | 17:00   | Facebook Universidad de Medellín |
| Antioquia | 75 : 35   | Medellín  | 20 de noviembre | 19:00   | Facebook Universidad de Medellín |

| Ronda 5   | Ronda 5   | Ronda 5    | Ronda 5         | Ronda 5 | Ronda 5                          |
| Local     | Resultado | Visitante  | Fecha           | Hora    | Transmisión                      |
| --------- | --------- | ---------- | --------------- | ------- | -------------------------------- |
| Antioquia | 90 : 27   | Power      | 21 de noviembre | 11:00   | Facebook Universidad de Medellín |
| Medellín  | 80 : 57   | Cimarrones | 21 de noviembre | 13:00   | Facebook Universidad de Medellín |

### Conferencia B
|  | Clasificadas a la Fase cuadrangulares. |
|  | Eliminadas.                            |

| Pos | Equipos                  | PTS | PG | PP | PJ | PTFA | PTCO |
| --- | ------------------------ | --- | -- | -- | -- | ---- | ---- |
| 1.  | Atlantas de Barranquilla | 8   | 4  | 0  | 4  | 267  | 228  |
| 2.  | Guerreros de Bogotá      | 7   | 3  | 1  | 4  | 260  | 202  |
| 3.  | Liga de Cundinamarca     | 5   | 1  | 3  | 4  | 225  | 242  |
| 4.  | Hormigas Indersantander  | 5   | 1  | 3  | 4  | 214  | 231  |
| 5.  | Club Valtam Soacha       | 5   | 1  | 3  | 4  | 178  | 241  |

- Todos los partidos se disputaron en el Coliseo Gimnasio Los Pinos en Bogotá.

| Ronda 1   | Ronda 1   | Ronda 1      | Ronda 1         | Ronda 1 | Ronda 1             |
| Local     | Resultado | Visitante    | Fecha           | Hora    | Transmisión         |
| --------- | --------- | ------------ | --------------- | ------- | ------------------- |
| Hormigas  | 68 : 54   | Cundinamarca | 17 de noviembre | 17:00   | Facebook Fecolcesto |
| Guerreros | 75 : 50   | Valtam       | 17 de noviembre | 19:00   | Facebook Fecolcesto |

| Ronda 2      | Ronda 2   | Ronda 2   | Ronda 2         | Ronda 2 | Ronda 2             |
| Local        | Resultado | Visitante | Fecha           | Hora    | Transmisión         |
| ------------ | --------- | --------- | --------------- | ------- | ------------------- |
| Hormigas     | 37 : 42   | Valtam    | 18 de noviembre | 16:00   | Facebook Fecolcesto |
| Cundinamarca | 57 : 72   | Atlantas  | 18 de noviembre | 18:00   | Facebook Fecolcesto |

| Ronda 3   | Ronda 3   | Ronda 3   | Ronda 3         | Ronda 3 | Ronda 3             |
| Local     | Resultado | Visitante | Fecha           | Hora    | Transmisión         |
| --------- | --------- | --------- | --------------- | ------- | ------------------- |
| Atlantas  | 60 : 49   | Valtam    | 19 de noviembre | 16:00   | Facebook Fecolcesto |
| Guerreros | 62 : 45   | Hormigas  | 19 de noviembre | 18:00   | Facebook Fecolcesto |

| Ronda 4   | Ronda 4   | Ronda 4      | Ronda 4         | Ronda 4 | Ronda 4       |
| Local     | Resultado | Visitante    | Fecha           | Hora    | Transmisión   |
| --------- | --------- | ------------ | --------------- | ------- | ------------- |
| Atlantas  | 73 : 64   | Hormigas     | 20 de noviembre | 11:00   | Canal Capital |
| Guerreros | 65 : 45   | Cundinamarca | 20 de noviembre | 13:00   | Canal Capital |

| Ronda 5   | Ronda 5   | Ronda 5      | Ronda 5         | Ronda 5 | Ronda 5       |
| Local     | Resultado | Visitante    | Fecha           | Hora    | Transmisión   |
| --------- | --------- | ------------ | --------------- | ------- | ------------- |
| Valtam    | 37 : 69   | Cundinamarca | 21 de noviembre | 11:00   | Canal Capital |
| Guerreros | 58 : 62   | Atlantas     | 21 de noviembre | 13:00   | Canal Capital |

## Fase cuadrangulares

### Grupo A
| Pos | Equipos               | PTS | PG | PP | PJ | PTFA | PTCO |
| --- | --------------------- | --- | -- | -- | -- | ---- | ---- |
| 1.  | Indeportes Antioquia  | 6   | 3  | 0  | 3  | 222  | 152  |
| 2.  | Guerreros de Bogotá   | 5   | 2  | 1  | 3  | 208  | 178  |
| 3.  | Power Basketball Club | 4   | 1  | 2  | 3  | 179  | 182  |
| 4.  | Liga de Cundinamarca  | 3   | 0  | 3  | 3  | 136  | 233  |

- Todos los partidos se disputaron en el Coliseo Universidad de Medellín en Medellín.

| Ronda 6   | Ronda 6   | Ronda 6      | Ronda 6         | Ronda 6 | Ronda 6                          |
| Local     | Resultado | Visitante    | Fecha           | Hora    | Transmisión                      |
| --------- | --------- | ------------ | --------------- | ------- | -------------------------------- |
| Guerreros | 60 : 56   | Power        | 26 de noviembre | 17:30   | Facebook Universidad de Medellín |
| Antioquia | 76 : 38   | Cundinamarca | 26 de noviembre | 19:30   | Facebook Universidad de Medellín |

| Ronda 7   | Ronda 7   | Ronda 7      | Ronda 7         | Ronda 7 | Ronda 7                          |
| Local     | Resultado | Visitante    | Fecha           | Hora    | Transmisión                      |
| --------- | --------- | ------------ | --------------- | ------- | -------------------------------- |
| Power     | 74 : 49   | Cundinamarca | 27 de noviembre | 17:30   | Facebook Universidad de Medellín |
| Antioquia | 73 : 65   | Guerreros    | 27 de noviembre | 19:30   | Facebook Universidad de Medellín |

| Ronda 8   | Ronda 8   | Ronda 8      | Ronda 8         | Ronda 8 | Ronda 8                          |
| Local     | Resultado | Visitante    | Fecha           | Hora    | Transmisión                      |
| --------- | --------- | ------------ | --------------- | ------- | -------------------------------- |
| Guerreros | 83 : 49   | Cundinamarca | 28 de noviembre | 10:00   | Facebook Universidad de Medellín |
| Antioquia | 73 : 49   | Power        | 28 de noviembre | 12:00   | Facebook Universidad de Medellín |

### Grupo B
| Pos | Equipos                  | PTS | PG | PP | PJ | PTFA | PTCO |
| --- | ------------------------ | --- | -- | -- | -- | ---- | ---- |
| 1.  | Atlantas de Barranquilla | 6   | 3  | 0  | 3  | 182  | 151  |
| 2.  | Hormigas Indersantander  | 4   | 1  | 2  | 3  | 163  | 163  |
| 3.  | Valle Oro Puro           | 4   | 1  | 2  | 3  | 154  | 166  |
| 4.  | Universidad de Medellín  | 3   | 0  | 3  | 3  | 167  | 186  |

- Todos los partidos se disputaron en el Coliseo Vicente Díaz Romero en Bucaramanga.

| Ronda 6  | Ronda 6   | Ronda 6   | Ronda 6         | Ronda 6 | Ronda 6           |
| Local    | Resultado | Visitante | Fecha           | Hora    | Transmisión       |
| -------- | --------- | --------- | --------------- | ------- | ----------------- |
| Atlantas | 52 : 42   | Valle     | 26 de noviembre | 18:00   | Facebook Skorebox |
| Hormigas | 58 : 49   | Medellín  | 26 de noviembre | 20:00   | Facebook Skorebox |

| Ronda 7  | Ronda 7   | Ronda 7   | Ronda 7         | Ronda 7 | Ronda 7           |
| Local    | Resultado | Visitante | Fecha           | Hora    | Transmisión       |
| -------- | --------- | --------- | --------------- | ------- | ----------------- |
| Valle    | 61 : 65   | Medellín  | 27 de noviembre | 17:00   | Facebook Skorebox |
| Hormigas | 56 : 63   | Atlantas  | 27 de noviembre | 19:00   | Facebook Skorebox |

| Ronda 8  | Ronda 8   | Ronda 8   | Ronda 8         | Ronda 8 | Ronda 8           |
| Local    | Resultado | Visitante | Fecha           | Hora    | Transmisión       |
| -------- | --------- | --------- | --------------- | ------- | ----------------- |
| Atlantas | 67 : 53   | Meedellín | 28 de noviembre | 9:30    | Facebook Skorebox |
| Hormigas | 49 : 51   | Valle     | 28 de noviembre | 11:30   | Facebook Skorebox |

## Play Off
Los enfrentamientos se definieron mediante cruces tras la fase de cuadrangulares.
| Pos. | Grupo A                  | Pos. | Grupo B                 |
| ---- | ------------------------ | ---- | ----------------------- |
| A1   | Indeportes Antioquia     | B4   | Universidad de Medellín |
| B1   | Atlantas de Barranquilla | A4   | Liga de Cundinamarca    |
| A2   | Guerreros de Bogotá      | B3   | Valle Oro Puro          |
| B2   | Hormigas Indersantander  | A3   | Power Basketball Club   |

### Cuartos de final
Clasificaron a la Semifinal los ganadores de tres de cinco partidos posibles.

#### Antioquia (3-2) Medellín
| Ronda 11  | Ronda 11  | Ronda 11  | Ronda 11                                  | Ronda 11       | Ronda 11 | Ronda 11                     |
| Local     | Resultado | Visitante | Coliseo                                   | Fecha          | Hora     | Transmisión                  |
| --------- | --------- | --------- | ----------------------------------------- | -------------- | -------- | ---------------------------- |
| Antioquia | 68 : 36   | Medellín  | Coliseo Universidad de Medellín, Medellín | 6 de diciembre | 20:00    | Facebook Revista Orange Ball |

| Ronda 12  | Ronda 12  | Ronda 12  | Ronda 12                                  | Ronda 12       | Ronda 12 | Ronda 12                     |
| Local     | Resultado | Visitante | Coliseo                                   | Fecha          | Hora     | Transmisión                  |
| --------- | --------- | --------- | ----------------------------------------- | -------------- | -------- | ---------------------------- |
| Antioquia | 54 : 64   | Medellín  | Coliseo Universidad de Medellín, Medellín | 7 de diciembre | 17:00    | Facebook Revista Orange Ball |

| Ronda 13 | Ronda 13  | Ronda 13  | Ronda 13                         | Ronda 13       | Ronda 13 | Ronda 13                               |
| Local    | Resultado | Visitante | Coliseo                          | Fecha          | Hora     | Transmisión                            |
| -------- | --------- | --------- | -------------------------------- | -------------- | -------- | -------------------------------------- |
| Medellín | 66 : 55   | Antioquia | Coliseo Iván de Bedout, Medellín | 9 de diciembre | 19:30    | Facebook Liga Antioqueña de Baloncesto |

| Ronda 14 | Ronda 14  | Ronda 14  | Ronda 14                                  | Ronda 14        | Ronda 14 | Ronda 14        |
| Local    | Resultado | Visitante | Coliseo                                   | Fecha           | Hora     | Transmisión     |
| -------- | --------- | --------- | ----------------------------------------- | --------------- | -------- | --------------- |
| Medellín | 59 : 63   | Antioquia | Coliseo Universidad de Medellín, Medellín | 10 de diciembre | 19:30    | Sin transmisión |

| Ronda 15 | Ronda 15  | Ronda 15  | Ronda 15                         | Ronda 15        | Ronda 15 | Ronda 15                               |
| Local    | Resultado | Visitante | Coliseo                          | Fecha           | Hora     | Transmisión                            |
| -------- | --------- | --------- | -------------------------------- | --------------- | -------- | -------------------------------------- |
| Medellín | 47 : 72   | Antioquia | Coliseo Iván de Bedout, Medellín | 11 de diciembre | 20:00    | Facebook Liga Antioqueña de Baloncesto |

#### Atlantas (3-0) Cundinamarca
| Ronda 9      | Ronda 9   | Ronda 9   | Ronda 9                   | Ronda 9        | Ronda 9 | Ronda 9              |
| Local        | Resultado | Visitante | Coliseo                   | Fecha          | Hora    | Transmisión          |
| ------------ | --------- | --------- | ------------------------- | -------------- | ------- | -------------------- |
| Cundinamarca | 42 : 51   | Atlantas  | Coliseo Principal, Madrid | 4 de diciembre | 17:00   | Facebook IDRM Madrid |

| Ronda 10     | Ronda 10  | Ronda 10  | Ronda 10                  | Ronda 10       | Ronda 10 | Ronda 10             |
| Local        | Resultado | Visitante | Coliseo                   | Fecha          | Hora     | Transmisión          |
| ------------ | --------- | --------- | ------------------------- | -------------- | -------- | -------------------- |
| Cundinamarca | 46 : 72   | Atlantas  | Coliseo Principal, Madrid | 5 de diciembre | 11:00    | Facebook IDRM Madrid |

| Ronda 15 | Ronda 15  | Ronda 15     | Ronda 15                            | Ronda 15        | Ronda 15 | Ronda 15                       |
| Local    | Resultado | Visitante    | Coliseo                             | Fecha           | Hora     | Transmisión                    |
| -------- | --------- | ------------ | ----------------------------------- | --------------- | -------- | ------------------------------ |
| Atlantas | 75 : 37   | Cundinamarca | Coliseo Elías Chegwin, Barranquilla | 11 de diciembre | 19:00    | Facebook Atlantas Barranquilla |

#### Guerreros (3-0) Valle
| Ronda 14  | Ronda 14  | Ronda 14  | Ronda 14                           | Ronda 14        | Ronda 14 | Ronda 14                     |
| Local     | Resultado | Visitante | Coliseo                            | Fecha           | Hora     | Transmisión                  |
| --------- | --------- | --------- | ---------------------------------- | --------------- | -------- | ---------------------------- |
| Guerreros | 50 : 41   | Valle     | Coliseo Gimnasio Los Pinos, Bogotá | 10 de diciembre | 17:00    | Facebook Revista Orange Ball |

| Ronda 15  | Ronda 15  | Ronda 15  | Ronda 15                           | Ronda 15        | Ronda 15 | Ronda 15                                     |
| Local     | Resultado | Visitante | Coliseo                            | Fecha           | Hora     | Transmisión                                  |
| --------- | --------- | --------- | ---------------------------------- | --------------- | -------- | -------------------------------------------- |
| Guerreros | 69 : 53   | Valle     | Coliseo Gimnasio Los Pinos, Bogotá | 11 de diciembre | 11:30    | Facebook Revista Orange Ball / Canal Capital |

| Ronda 16  | Ronda 16  | Ronda 16  | Ronda 16                           | Ronda 16        | Ronda 16 | Ronda 16                     |
| Local     | Resultado | Visitante | Coliseo                            | Fecha           | Hora     | Transmisión                  |
| --------- | --------- | --------- | ---------------------------------- | --------------- | -------- | ---------------------------- |
| Guerreros | 65 : 48   | Valle     | Coliseo Gimnasio Los Pinos, Bogotá | 12 de diciembre | 11:30    | Facebook Revista Orange Ball |

#### Power (3-0) Hormigas
| Ronda 14 | Ronda 14  | Ronda 14  | Ronda 14                              | Ronda 14        | Ronda 14 | Ronda 14                 |
| Local    | Resultado | Visitante | Coliseo                               | Fecha           | Hora     | Transmisión              |
| -------- | --------- | --------- | ------------------------------------- | --------------- | -------- | ------------------------ |
| Power    | 66 : 60   | Hormigas  | Coliseo Jorge Arango Uribe, Manizales | 10 de diciembre | 20:00    | Facebook Power Manizales |

| Ronda 15 | Ronda 15  | Ronda 15  | Ronda 15                              | Ronda 15        | Ronda 15 | Ronda 15                 |
| Local    | Resultado | Visitante | Coliseo                               | Fecha           | Hora     | Transmisión              |
| -------- | --------- | --------- | ------------------------------------- | --------------- | -------- | ------------------------ |
| Power    | 88 : 87   | Hormigas  | Coliseo Jorge Arango Uribe, Manizales | 11 de diciembre | 20:00    | Facebook Power Manizales |

| Ronda 17 | Ronda 17  | Ronda 17  | Ronda 17                                 | Ronda 17        | Ronda 17 | Ronda 17          |
| Local    | Resultado | Visitante | Coliseo                                  | Fecha           | Hora     | Transmisión       |
| -------- | --------- | --------- | ---------------------------------------- | --------------- | -------- | ----------------- |
| Hormigas | 75 : 81   | Power     | Coliseo Vicente Díaz Romero, Bucaramanga | 13 de diciembre | 19:30    | Facebook Skorebox |

## Final four
- Todos los partidos se disputaron en el Coliseo Iván de Bedout de Medellín.

|  | Campeonas. |

| Pos | Equipos                  | PTS | PG | PP | PJ | PTFA | PTCO |
| --- | ------------------------ | --- | -- | -- | -- | ---- | ---- |
| 1.  | Atlantas de Barranquilla | 5   | 2  | 1  | 3  | 211  | 193  |
| 2.  | Guerreros de Bogotá      | 5   | 2  | 1  | 3  | 190  | 176  |
| 3.  | Indeportes Antioquia     | 5   | 2  | 1  | 3  | 173  | 169  |
| 4.  | Power Basketball Club    | 3   | 0  | 3  | 3  | 170  | 206  |

### Resultados
| Ronda 18  | Ronda 18  | Ronda 18  | Ronda 18                         | Ronda 18        | Ronda 18 | Ronda 18                               |
| Local     | Resultado | Visitante | Coliseo                          | Fecha           | Hora     | Transmisión                            |
| --------- | --------- | --------- | -------------------------------- | --------------- | -------- | -------------------------------------- |
| Atlantas  | 83 : 71   | Power     | Coliseo Iván de Bedout, Medellín | 17 de diciembre | 17:00    | Facebook Liga Antioqueña de Baloncesto |
| Antioquia | 61 : 57   | Guerreros | Coliseo Iván de Bedout, Medellín | 17 de diciembre | 19:00    | Facebook Liga Antioqueña de Baloncesto |

| Ronda 19  | Ronda 19  | Ronda 19  | Ronda 19                         | Ronda 19        | Ronda 19 | Ronda 19                               |
| Local     | Resultado | Visitante | Coliseo                          | Fecha           | Hora     | Transmisión                            |
| --------- | --------- | --------- | -------------------------------- | --------------- | -------- | -------------------------------------- |
| Atlantas  | 67 : 71   | Guerreros | Coliseo Iván de Bedout, Medellín | 18 de diciembre | 16:00    | Facebook Liga Antioqueña de Baloncesto |
| Antioquia | 61 : 51   | Power     | Coliseo Iván de Bedout, Medellín | 18 de diciembre | 18:00    | Facebook Liga Antioqueña de Baloncesto |

| Ronda 20  | Ronda 20  | Ronda 20  | Ronda 20                         | Ronda 20        | Ronda 20 | Ronda 20                               |
| Local     | Resultado | Visitante | Coliseo                          | Fecha           | Hora     | Transmisión                            |
| --------- | --------- | --------- | -------------------------------- | --------------- | -------- | -------------------------------------- |
| Guerreros | 62 : 48   | Power     | Coliseo Iván de Bedout, Medellín | 19 de diciembre | 10:00    | Facebook Liga Antioqueña de Baloncesto |
| Antioquia | 51 : 61   | Atlantas  | Coliseo Iván de Bedout, Medellín | 19 de diciembre | 12:00    | Facebook Liga Antioqueña de Baloncesto |

|                                              |
| Bandera de Colombia                          |
| Campeón Atlantas de Barranquilla 1.er título |